# تاونوس‌اشتاین
شهر تاونوس‌اشتاین (به آلمانی: Taunusstein) در ایالت هسن در کشور آلمان واقع شده‌است.

## جغرافیا
Taunusstein تقریباً در 10 کیلومتری شمال غربی Wiesbaden و حدود 10 کیلومتری غرب Idstein و Autobahn A 3 قرار دارد. این بخشی از محدوده Untertaunus (تاونوس پایین) است.
Taunusstein خود یک منطقه روستایی است و حدود 30 کیلومتر از رودخانه راین فاصله دارد. پایین ترین نقطه در Taunusstein 310 متر بالاتر از سطح دریا و بالاترین آن 613.9 متر است.
Taunusstein در شمال با جوامع Hohenstein و Hünstetten و شهر Idstein، در شرق با جامعه Niedernhausen، در جنوب با شهر عاری از ناحیه Wiesbaden و در غرب با جامعه Schlangenbad و شهر همسایه است. از باد شوالباخ.